# Ian Barker
Pour les articles homonymes, voir Barker.
Ian Barker, né le 10 août 1966 à Cardiff, est un skipper britannique.

## Biographie
Avec Simon Hiscocks, Ian Barker est médaillé d'argent en 49er aux Jeux olympiques d'été de 2000.